# Municipio de Bollebygd
Bollebygd (en sueco: Bollebygds kommun) es un municipio situado en la provincia de Västra Götaland, Suecia. Tiene una población estimada, a mediados de 2022, de 9634 habitantes.
Su sede está en la ciudad de Bollebygd.
El municipio fue creado por la reforma municipal de 1952 tras la fusión de Bollebygd con Töllsjö. Fue incluido en el municipio de Borås en 1974, pero fue restablecido como municipio en 1995.

## Localidades
Hay 4 áreas urbanas (tätort) en el municipio:
| # | Tätort    | Población |
| - | --------- | --------- |
| 1 | Bollebygd | 4264      |
| 2 | Olsfors   | 631       |
| 3 | Töllsjö   | 410       |
| 4 | Hultafors | 333       |